# Lithophyllum pygmaeum
Lithophyllum  pygmaeum (Heydrich) Heydrich, 1897  é o nome botânico  de uma espécie de algas vermelhas pluricelulares do gênero Lithophyllum, família Corallinaceae.
- São algas marinhas encontradas na África, Ásia, Austrália e em algumas ilhas do Pacífico e Índico.

## Sinonímia
- Lithothamnion moluccense  Foslie, 1897
- Lithothamnion pygmaeum   Heydrich, 1897
- Lithothamnion tamiense   Heydrich, 1897
- Lithophyllum moluccense   (Foslie) Foslie, 1901
- Lithophyllum torquescens   Foslie, 1901
- Lithophyllum moluccense f. pygmaeum   (Heydrich) foslie, 1901
- Lithophyllum moluccense f. flabelliforme   Foslie, 1901
- Lithophyllum tamiense   (Heydrich) Foslie, 1994